# Aristea di Proconneso
Arìstea di Proconneso (Ἀριστέας τοῦ Προκονησίου) è un personaggio che si ritiene realmente esistito, nonostante la natura leggendaria di molte delle tradizioni che lo riguardano. Originario dell'isola del Proconneso (oggi isola di Marmara, nel mare omonimo), secondo il lessico Suda sarebbe stato attivo durante la cinquantesima Olimpiade (580 a.C.-577 a.C.), mentre Strabone riporta l'opinione che fosse stato addirittura maestro di Omero.
Gli è attribuito un poema sul popolo degli Arimaspi, i Versi arimaspei, del quale si ritiene che il Trattato del Sublime ci trasmetta un frammento. 

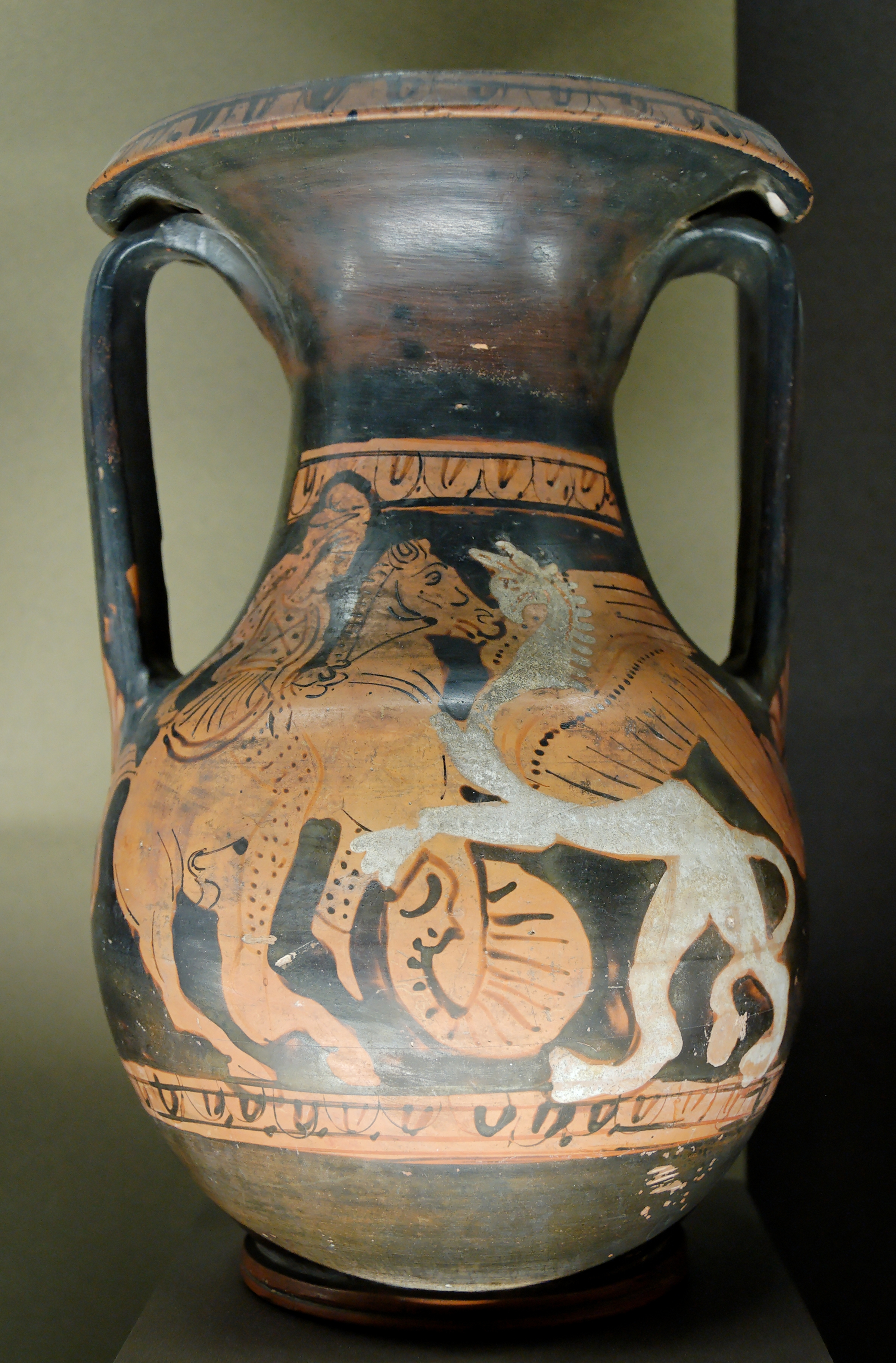
Gli Arimaspi combattono contro un Grifone in un vaso a figure rosse

Le testimonianze che lo riguardano riferiscono suoi viaggi nelle regioni settentrionali. Secondo Teopompo avrebbe conosciuto gli Iperborei, mentre secondo altri autori sarebbe stato tra gli Issedoni e gli Arimaspi, dai quali avrebbe avuto notizie sulle regioni ancora più settentrionali.
Si dice che Aristea avesse il dono dell'ubiquità, potesse separare l'anima dal corpo e avesse vissuto più vite. Secondo Erodoto sarebbe stato posseduto da Apollo e lo avrebbe seguito sotto forma di corvo fino alle estreme regioni settentrionali. 
(Erodoto, Storie, IV, 13)
Oltre che nel riassunto di Erodoto, del poema di Aristea ci sono giunte solamente alcune citazioni del bizantino Tzetzes ("Chiliades", VII 687-692).
Le tradizioni su Aristea, insieme a quelle simili su Abari, forniscono elementi a favore dell'ipotesi dell'origine nordica del culto di Apollo e documentano contatti tra la cultura greca arcaica e tradizioni sciamaniche settentrionali. 

## Curiosità
Nella serie di fumetti DC Comics Sandman, di Neil Gaiman, viene rivelato nel racconto Le eumenidi 1 che uno dei corvi che seguono Sogno degli Eterni è Aristea.

## Fonti
- Erodoto, Storie, IV, 13-15
- Strabone, Geografia, I, 2, 10; XIII, 1, 16; XIV, 1, 18
- Apollonio Paradossografo, Storie mirabili, 2, 44
- Teopompo di Chio, fr. 248 Jacoby = Ateneo, XIII, 605c
- Pausania, Periegesi della Grecia, I, 24, 6; V, 7, 8-9
- Pindaro, fr. 271 Snell
- Suda, s.v. Ἀριστέας
- Trattato del Sublime, 10, 4